# Перфорация
Перфора́ция (англ. perforation, лат. perforo — пробиваю) — результат перфорирования, то есть предусмотренного изготовления значительного числа правильно расположенных отверстий правильной формы в листовом и ином материале. В большинстве областей перфорацией называется сам процесс перфорирования, в киноиндустрии — также и любое из перфорационных отверстий в киноленте.
Перфоратор — инструмент для перфорирования. Отходы перфорации (в просторечии — «дырки») также применяются, например, бумажные и пластиковые — как конфетти.
Совершается путём пробивания материала, часто в процессе штамповки, реже — его сверлением.
Перфорации   - сквозные отверстия в сосудах (часть ксилемы) растений 

## Применение
Ранее применялась:
- для представления битов информации на первых носителях — перфокартах и перфолентах;
- для обеспечения невозможности повторного использования проездного документа (перфорация билета контролёром, перфорация талона пассажиром общественного транспорта — компостирование);
- для выделения в талоне предупреждений к водительскому удостоверению определённых категорий транспортных средств, к управлению которыми водитель не был допущен;
- для нанесения отметки о совершении грубого нарушения правил дорожного движения в соответствующем секторе талона предупреждений к водительскому удостоверению.

Актуальные применения:
- в деталях механизмов, машин, монтажном оборудовании для снижения их веса и упрощения прокладки и крепления сопутствующих кабелей и обеспечения вентилируемости пространства;
- в материалах и изделиях полиграфии и других сферах массового производства для снижения усилия отделения готовых изделий друг от друга при сохранении их совместной целостности (в том числе в почтовом деле и филателии для обеспечения лёгкого отделения марок друг от друга (зубцовка); см. также просечка);
- в ценных бумагах, банкнотах и документах в качестве защитного признака;
- в киноиндустрии для перфорирования киноплёнки, чтобы обеспечить её точное перемещение на шаг кадра скачковым механизмом;
- в материале гибких носителей информации для обеспечения их точной транспортировки в механизмах, программные ленты различных механизмов;
- в пачках листов для их скрепления;
- в строительстве и в быту, например, при пробивке сквозных или глухих отверстий в стенах;
- во вторичном вскрытии месторождений нефти и газа[источник не указан 5401 день];
- в профилактической офтальмологии (перфорационные очки).